# La noia de Nova York
La noia de Nova York (títol original en anglès Smithereens) és una pel·lícula dramàtica estatunidenca del 1982 dirigida per Susan Seidelman i protagonitzada per Susan Berman, Brad Rijn (conegut com "Brad Rinn"), i Richard Hell. La pel·lícula segueix una dona jove narcisista de Nova Jersey que ve a Nova York per unir-se a la minvant subcultura punk, només per descobrir que està gravitada cap a Los Angeles; per tal de pagar el seu camí a través del país, s'involucra en una sèrie de relacions paràsites, canviant la seva lleialtat a nous "amics" en un esforç continu per estimar-se a algú que finançarà el seu estil de vida desitjat. Ha estat doblada al català.
La noia de Nova York va marcar el debut del guionista nominat a l'Oscar Ron Nyswaner (Philadelphia) i compta amb una partitura de The Feelies. Va ser la primera pel·lícula independent americana convidada a competir per la Palma d'Or al 35è Festival Internacional de Cinema de Canes. La noia de Nova York és un precursor de la propera pel·lícula de Seidelman, Buscant la Susan desesperadament; ambdues pel·lícules comparteixen temes similars d'identitat femenina i autoreinvenció.

## Argument
Wren és una fugitiva de Nova Jersey que ha vingut a la ciutat de Nova York amb l'esperança de convertir-se en una figura de l'escena del punk rock, només per trobar que el moviment està centrat ara a Los Angeles. Wren es veu relegada a colar-se al local punk que queda de la ciutat, el Peppermint Lounge, per intentar congraciar-se amb les bandes que hi toquen, amb l'esperança que una d'elles la prengui com a groupie. També participa en una campanya per embrutar la ciutat amb fotos fotocopiades d'ella mateixa amb la llegenda "QUI ÉS AQUESTA?" en un intent de generar mística. Tot i que treballa a temps parcial en una botiga Xerox de dia, la Wren hi utilitza nominalment la seva posició per imprimir els seus fulletons subreptíciament i complementa el seu estil de vida assaltant dones al metro.
Wren es troba amb Paul, un jove de Montana enmig d'un viatge per carretera que s'ha instal·lat breument a la ciutat abans de marxar cap a Nova Hampshire. Tot i que dorm a la part posterior de la seva furgoneta en ruïnes, Paul ha estalviat prou diners per viure còmodament. Quan en Paul expressa interès en Wren, ella accepta sortir amb ell, tot i que és emocionalment abusiva i li deixa clar que està més interessada en l'estabilitat que li pot oferir.
Amb una cita, la parella coneix l'Eric, antic membre de Smithereens, un grup punk d'una dècada abans. Tot i que ara està a l'atur i viu a l'apartament d'un altre punk anomenat Billy, Eric afirma que està formant un nou grup que aviat es dirigirà a Los Angeles. Wren deixa en Paul per anar-se'n amb l'Eric, tot i que es veu obligada a marxar després d'un enfrontament amb una dona rossa sense nom que també viu a l'apartament.
Tornant al seu propi apartament, la Wren descobreix que els seus companys d'habitació han fugit en la seva absència i que la seva propietària l'ha tancat fora. Wren visita el seu germà i la seva cunyada en un intent d'obtenir un préstec, però declinen perquè Wren els ha enganyat en el passat. Sense cap altre lloc on anar, Wren torna amb Paul i el culpa perquè l'ajudi a entrar al seu antic apartament per recuperar les seves coses. Els dos reprenen una relació incòmoda, Paul la permet dormir a la part posterior de la seva furgoneta a la nit.
Eric troba la Wren i li diu que han d'anar a Los Angeles, però que necessiten diners per pagar el transport i el menjar durant el camí. Amb l'ajuda d'en Wren, Eric roba a punta de pistola un home ric, Ed, després d'haver-lo atrapat en un taxi. Com que ha guanyat prou diners per anar a LA, l'Eric envia a la Wren a recollir les seves coses a la furgoneta d'en Paul. Tornant a l'apartament de l'Eric, Wren s'assabenta per Billy que l'Eric ha agafat tots els seus diners i se n'ha anat a Los Angeles. Enfrontant-se a la dona rossa sense nom a l'escala, Wren s'assabenta que és l'esposa de l'Eric i que ell té un historial de recollir dones vulnerables per explotar-les per obtenir el seu propi benefici econòmic. Intentant reunir-se amb Paul, Wren s'assabenta que va vendre la seva furgoneta a un proxeneta local i va utilitzar els diners per continuar el seu viatge per carretera. Mirant dins de la furgoneta, Wren descobreix que Paul va deixar un retrat d'aquarel·la que li havia fet.
Ara sense llar, Wren vaga per la ciutat fins que un home en un descapotable li fa una proposició. Tot i que inicialment rebutja els avenços de l'home, com que no té cap altre lloc on anar fa que s'aturi i torni cap al seu cotxe.

## Repartiment
- Susan Berman com a Wren
- Brad Rinn com a Paul
- Richard Hell com a Eric
- Nada Despotovich com a Cecile
- Roger Jett com a Billy
- Kitty Summerall com a dona d'Eric
- Rbynne White com a propietària
- D.J. O'Neill com a Ed
- Joel Rooks com a cap de Xerox

A més, Chris Noth, només en el seu segon paper acreditat al cinema, fa una breu aparició interpretant a una prostituta.

## Recepció
Janet Maslin de The New York Times va escriure que "La noia de Nova York comença ràpidament gràcies a l'actuació de Susan Berman i la vitalitat amb què s'explica la seva història. Tot i que la inactivitat deliberada sembla una part crucial de la forma de vida dels personatges, s'ha portat massa lluny; aquí tothom es queda una mica més del que es pot creure, especialment Paul, que roman aparcat a l'autopista durant el que sembla setmanes, sense res a fer sinó esperar que aparegui Wren."
Dave Kehr del Chicago Reader va escriure "Wren, en el seu autoengany, manipulativitat i superficialitat, es classifica fàcilment com un dels personatges més desagradables de la història del cinema, i exerceix una estranya fascinació."
El crític de cinema Emanuel Levy va escriure: "El primer llargmetratge de Susan Seidelman, el primer indie estatunidenc que es va mostrar al Festival de Cinema de Canes, va posar a la pantalla la sensibilitat de l'East Village de Nova York examinant qüestions d'identitat, desig i autorealització des d'una clara perspectiva femenina."

## Mitjans domèstics
Abans de l'edició de Criterion Collection DVD/Blu-ray, Merlin Video va publicar al Regne Unit en VHS.